# درويد برو
درويد برو (بالإنجليزية: Droid Pro)‏ هو هاتف ذكي من موتورولا للهواتف النقالة يعمل بنظام أندرويد، تم طرحه في الأسواق في 18 نوفمبر 2010.

## الخصائص
- نظام التشغيل: أندرويد
- الكاميرا الأمامية: 5 ميجابكسل
- الشاشة: إل سي دي 320×480
- الوزن: 4.72 أونصة (134 غ)
- المعالج: 1 جيجا هرتز
- الذاكرة: 2 جيجابايت
- التخزين: 2 جيجابايت